# Désintégration positive
 (février 2017).
 (mai 2017).
Introduite en 1964 par Kazimierz Dąbrowski, la théorie de la désintégration positive propose une approche unique du développement de la personnalité. Contrairement à la vision traditionnelle de la personnalité comme étant innée, Dąbrowski la considère comme un attribut  "à acquérir", évoluant à travers le développement des structures émotionnelles et cognitives vers réalisation de soi.
Cette perspective se distingue des courants dominants en psychologie, qui définissent généralement la santé mentale par l'absence de symptômes pathologiques ou le maintien de l'homéostasie. Selon Dąbrowski, des indicateurs tels qu'une forte intégration sociale, une grande capacité à tolérer la frustration et une bonne adaptabilité ne sont pas nécessairement des signes de santé mentale.
Pour Dąbrowski, la véritable santé mentale réside dans la capacité de se développer positivement via le processus de désintégration positive. Ce chemin de développement implique souvent des crises et des souffrances psychologiques intenses. Ainsi, selon les standards conventionnels en psychiatrie, une personne en développement pourrait être perçue comme « malade », une notion contestée par la théorie de la désintégration positive.
Initialement appuyée par le département de psychologie de l'université Laval, où Dąbrowski était membre, cette approche a progressivement perdu de sa visibilité après son départ de l'université en 1976.

## Les concepts clés

### La personnalité
La conception de la personnalité proposée par Dąbrowski se démarque des définitions traditionnelles. Plutôt que d’être considérée comme innée, elle est perçue comme un attribut acquis, distinct de l'individualité. Cette personnalité est celle d'un individu ayant atteint le cinquième et dernier niveau de la désintégration positive, connu sous le nom d'intégration secondaire.
Les attributs principaux de cette personnalité incluent:
- la conscience de soi : la personne possède une profonde compréhension de son identité, de sa structure interne, de ses aspirations et de ses buts.
- l'affirmation de soi : elle est convaincue de la justesse de ses attitudes et de l'importance fondamentale de ses buts.
- l'éducation de soi : reconnaissant que son développement n'est jamais terminé, la personne s'engage activement dans son propre développement et dans son auto-éducation.

#### Attitudes et qualités de la personnalité
Dąbrowski identifie plusieurs qualités et attitudes humaines comme étant des composantes clés de la personnalité. Parmi celles-ci, on retrouve :

##### Qualités mentales
- Connaissance multilatérale :

Attitude caractérisée par une ouverture de l'horizon de pensée qui consiste à rechercher des solutions à des problèmes non seulement dans un champ particulier de connaissance mais aussi en dehors de celui-ci.
- indépendance de jugement, de sentiment et d'action :

Cette indépendance, assez rare, s'exprime non seulement vis-à-vis de l'environnement extérieur mais également face aux influences internes moins évoluées. Pour y parvenir, il est essentiel de traverser le processus de désintégration positive, qui permet de développer la faculté d'un vrai sens moral et qui instille en la personne l'empressement d'agir en accord avec ses jugements moraux.
- connaissance de soi et connaissance des autres :

Se connaître soi-même implique de répondre à des interrogations profondes telles que : "Qu'est-ce qui en moi n'est pas moi ? Qu'est-ce que je suis en train de devenir , même si cela n'est pas encore cristallisé ? Et qu'est-ce que je dois aspirer, avec une volonté constante, à faire de moi-même, à travers la méditation, la contemplation et un effort continu ?".

##### Qualités sociales et morales
- honnêteté envers soi-même et envers les autres

Nous avons tendance à nous faire de fausses idées du niveau de notre développement moral. Par exemple, il peut arriver qu'en résistant à notre pulsion de faire souffrir les autres êtres humains, nous fassions souffrir des animaux comme par un mécanisme de compensation. En éliminant nos illusions quant à nous-mêmes et en devenant honnêtes dans nos pensées et nos actions, nous construisons les fondations nécessaires à un jugement honnête de l'environnement.
- courage

D'après Dąbrowski, il faut distinguer du véritable courage : la capacité pour l'action, l'audace, l'agressivité, la rapidité de réaction à des stimuli variés. Seul un être humain qui est conscient du danger qui le menace est réellement courageux. Dans le véritable courage, des tendances suprapersonnelles et suprabiologiques entrent en jeu. À travers le processus de désintégration, les "intérêts vitaux personnels" sont remplacés par des "intérêts vitaux" d'une autre dimension. Dans certains états de méditation, nous quittons notre moi biologique pour atteindre des niveaux élevés du sentiment intérieur de notre identité, où la peur disparait et où l'intérêt pour le moment présent et pour les événements de la vie quotidienne disparaissent, laissant la place à une nouvelle énergie, à un sentiment que notre capacité à gérer des affaires importantes a gagné en force. L'augmentation du courage et de l'héroïsme va avec le développement de la personnalité.
- amour

D'après Dąbrowski, il existe différents degrés d'amour qui vont de l'instinct sexuel jusqu'à une forme où les besoins émotionnels de haut niveau arrivent au premier plan.
Au niveau des relations de couple, la raison pour laquelle l'amour ne dure pas est qu'il est le plus souvent basé principalement sur l'instinct sexuel tandis qu'un amour dans lequel l'instinct sexuel est subordonné à la personnalité et dans lequel les deux parties désirent s'améliorer mutuellement dure plus longtemps. Généralement, les mariages sont basés sur un instinct sexuel semi-conscient, les deux parties ne se connaissent pas elles-mêmes réellement, les motivations sont matérielles et les deux parties pensent qu'il est bien de se marier pour créer les conditions d'une vie sexuelle la moins désagréable possible. Les mariages basés sur l'union de deux personnalités, dans lequel l'instinct sexuel, même très fort, est subordonné à des sentiments de niveau supérieur permettent au couple d'assumer une attitude correcte par rapport à la question de la procréation. Une attitude de soucis et de responsabilité par rapport au futur être humain contribue à la transmission à celui-ci des qualités de ses parents.
Au niveau de la famille, l'effort de mémoire envers les ancêtres décédés indique des préoccupations transcendentales.
Au niveau de l'amour du prochain, nous avons beaucoup à faire pour rapprocher la réalité de l'idéal. Notre tendance naturelle à aimer autrui est très faible et nous faisons passer notre propre intérêt avant celui d'autrui. Généralement, nous ne faisons de sacrifices que pour nos proches. Le véritable amour du prochain consisterait à sacrifier quelque chose dont nous avons besoin à quelqu'un qui n'est pas un intime. Il est possible d'aimer son ennemi en cessant de le considérer comme un ennemi personnel mais en analysant les causes de ses défauts dans son environnement et son niveau de développement.
- le désir de se perfectionner soi-même et de perfectionner les autres

Dąbrowski n'est pas d'accord avec l'opinion qui consiste à dire qu'il faut d'abord se changer soi-même avant de changer le monde. D'après Dąbrowski, la conscience de sa propre imperfection et l'anxiété par rapport à soi-même va de pair avec le travail de relever le niveau de la société.

##### Qualités religieuses
- attitude religieuse

L'attitude religieuse de la personnalité est à distinguer d'une "attitude religieuse constitutionnellement conditionnée, qui ne connait ni lutte ni difficultés" et d'une autre attitude qui donne la priorité aux éléments intellectuels.
- sentiment de révérence, d'infériorité, de culpabilité et d'humilité

Notre capacité à éprouver des sentiments de vénération et d'estime est un des critères fondamentaux du développement de notre personnalité. Sans le sentiment d'une hiérarchie de valeurs au-dessus de soi, il n'y aurait aucune soif de l'idéal, et par conséquent aucun dynamisme permettant de discerner les différents niveaux de notre environnement intérieur. La capacité à éprouver des sentiments de vénération est toujours liée au processus de désintégration et est fortement liée à une attitude altérocentrique. Les individus égocentriques peuvent seulement ressentir de la peur et de la subordination envers ceux qui sont plus forts qu'eux et tyranniser ceux qui sont plus faibles.
Il existe deux types de sentiment d'infériorité : l'infériorité par rapport à l'environnement extérieur et l'infériorité par rapport aux niveaux supérieurs en soi-même. Le deuxième type de sentiment d'infériorité cause des conflits intérieurs dus à la difficulté d'atteindre ces niveaux et pousse à rechercher l'aide de personnes qui nous semblent avoir atteint un niveau supérieur par rapport à soi-même. Il n'existe aucun sentiment d'envie envers ces personnes mais plutôt un sentiment de révérence.
Le sentiment de culpabilité est très lié au sentiment de vénération. Il est causé par une insatisfaction quand les actions de l'individu ne sont pas conformes au niveau qu'il considère devoir avoir déjà atteint.
- adaptation de soi-même à la souffrance et la mort

D'après Dabrowski, au cours de son développement, la personne en désintégration positive est de moins en moins motivée par l'instinct de préservation de soi et elle reconnaît de plus en plus l'utilité de la souffrance qui peut donner naissance à des valeurs plus élevées et nous rend plus sensibles à la souffrance des autres. Elle se prépare à la mort par la pensée et cela dirige ses choix. Alors qu'elle s'approche du niveau de la personnalité, elle développe aussi une attitude de contemplation.
- contemplation et mysticisme

##### Qualités esthétiques
- l'art dans la vie de la personnalité

- le drame dans l'attitude de l'homme quant à la vie

### La multiplicité de niveaux des fonctions émotionnelles et instinctives
La multiplicité de niveaux est l'un des concepts les plus importants de la théorie de la désintégration positive.
Ce concept s'inspire du modèle hiérarchique du système nerveux de John Hughlings Jackson et des stades de développement de Jean Piaget (dont Dabrowski était l'élève).
Les niveaux multiples peuvent non seulement caractériser de façon générale le niveau de développement d'une personne mais également des comportements, des émotions, des traits de caractère, des symptômes de mal-être psychique.
Lorsqu'une personne est confrontée à un choix, elle peut être capable, si elle a atteint un niveau suffisant de développement, de distinguer parmi les alternatives possibles, celles d'un niveau inférieur de celles d'un niveau supérieur.
Au niveau des sentiments, si on prend exemple de l'amour, Dąbrowski explique que l'amour de niveau supérieur est plus éloigné de l'amour de niveau inférieur que de la haine.

### Le troisième facteur
Dąbrowski décrit trois facteurs de développement :
1. les éléments innés et héréditaires
2. l'environnement social
3. les forces autonomes (3e facteur)

Le troisième facteur est une force de développement qui pousse la personne à effectuer des choix libres et authentiques.

### Le potentiel de développement
Le potentiel de développement a une influence sur le niveau de développement que va pouvoir atteindre une personne. Il peut entrer en conflit ou en collaboration avec l'environnement de la personne. Si la personne a un potentiel de développement peu élevé, elle ne pourra se développer que si son environnement est positif. Au contraire, si son potentiel de développement est élevé, l'environnement n'aura que peu d'incidence sur le développement.
Dąbrowski décrit le profil de personnes « psycho-névrosées » (ou psychoneurotics en anglais) qui ont un potentiel élevé de développement.

#### Les hyperexcitabilités psychiques (overexcitabilities)
Une des caractéristiques du potentiel de développement est la présence d'hyperexcitabilités (overexcitabilities) psychiques.
Ces hyper-excitabilités sont de 5 formes :
1. intellectuelle
2. émotionnelle
3. imaginative
4. sensorielle
5. psychomotrice

Ces hyper-excitabilités désignent une sensibilité plus élevée aux stimuli. Une personne qui a des hyper-excitabilités expérimente la réalité de façon plus intense.

#### Manifestations du potentiel de développement chez les enfants
- tendance précoce à l'introspection et au questionnement existentiel
- grande intensité dans les centres d'intérêts, grande curiosité intellectuelle
- talents particuliers
- forts sentiments de honte et de culpabilité, mécontentement par rapport à soi
- désir de faire le bien
- attachement extrêmement fort envers ses proches, peur qu'ils tombent malades, difficulté d'être séparé d'eux
- phobies

## Les niveaux de développement

### Niveau 1: Intégration primaire
L'intégration peut être positive ou négative. L'intégration négative est une structure cohérente d'instincts primitifs, étroite, rigide non favorable au développement, que l'on rencontre surtout dans la psychopathie et dans certaines formes d'arriération mentale massive. (1)
Du point de vue de Dąbrowski, le stade de l'intégration primaire est contraire à la santé mentale.
Plus la structure d'intégration primaire est stable et cohérente, moins le potentiel de développement d'une personne est élevé. Plus les fonctions automatiques sont fortes, plus le niveau de santé mentale est bas.
Un niveau assez élevé d'intégration primaire est présent chez l'individu moyen (entre 60 et 70 % des personnes seraient au niveau 1) et un niveau très élevé est présent chez le psychopathe.
Selon la définition de Dąbrowski, la psychopathie est caractérisée par la soumission aux besoins primaires, l'absence d'empathie et de conflits intérieurs. La personne psychopathe peut être très intelligente mais son intelligence est entièrement subordonnée à ses besoins primaires.

### Niveau 2: Phase de désintégration à niveau unique
Les personnes ayant atteint le niveau 2 de développement de la personnalité commencent à ressentir un mal-être, des peurs, des obsessions, des phobies et des conflits intérieurs. Cependant, la personne est perdue car elle est incapable de distinguer différents niveaux au sujet de ses conflits intérieurs et des prises de décisions.
La plupart des personnes passent par le niveau 2 à une période charnière de leur vie telle que l'adolescence. Mais il est fréquent de revenir au niveau de l'intégration primaire sous l'effet de l'instinct de préservation.
Trois types d'évolutions sont possibles à partir du niveau 2 :
1. la réintégration au niveau 1 (intégration primaire).
2. Le maintien durable au niveau 2 peut déboucher sur des symptômes sévères, voire des psychoses ou le suicide (cyclothymie, schizophrénie, etc.). Mais ces symptômes peuvent aider à résoudre la crise : chaque difficulté psychique est en même temps la clé d'un problème propre à la personne.
3. Si le potentiel de développement est suffisamment élevé et l'environnement favorable, une progression au niveau 3 par la prise de conscience des niveaux multiples.

### Niveau 3: Phase de désintégration spontanée à niveaux multiples
Phase dont le trait principal consiste en la hiérarchisation de valeurs.
La personne prend conscience de ces différents niveaux, et cela se manifeste dans l'expression de ses conflits intérieurs. Elle commence à élaborer sa propre hiérarchie de valeurs ainsi qu'un idéal de personnalité à l'aune desquels elle va évaluer ses choix et ses actions. Elle prend conscience de la différence entre son comportement, ses pensées et ses émotions avec la personne idéale qu'elle voudrait être.
Au début de cette phase, elle se laisse submerger par les émotions négatives qui l'envahissent. Mais à mesure qu'elle se rapproche du niveau 4, elle parvient à mieux contrôler elle-même son développement et à se prendre en charge par auto-psychothérapie (sans l'intervention d'un praticien).
Dynamismes caractéristiques du niveau 3 :
- « l'étonnement envers soi-même »
- « le mécontentement de soi »
- « l'inquiétude envers soi-même »
- « la mal-adaptation à l'environnement externe »
- le « troisième facteur ».

### Niveau 4: Phase organisée de désintégration à niveaux multiples
Phase caractérisée par son rôle d'organisation et de systématisation de la désintégration, par l'augmentation de la conscience et du contrôle de soi, par l'expérience systématique et la séparation des différents niveaux en soi (« sujet-objet », troisième facteur-émergence).
La personne a une claire vision de l'idéal de personnalité qu'elle veut atteindre et elle s'organise afin de se rapprocher autant que possible de cet idéal. Les émotions négatives, peurs et conflits intérieurs diminuent en intensité car la personne arrive à atteindre un meilleur contrôle d'elle-même. Mais elle peut également provoquer consciemment des émotions négatives si cela contribue à son développement.
Dynamismes caractéristiques du niveau 4 :
- sujet / objet : s'observer soi-même comme si on était une autre personne
- le « troisième facteur »

### Niveau 5: Intégration secondaire
Il s'agit du niveau de la personnalité. Les personnes atteignant ce niveau sont très rares. Ces personnes seraient en mesure de traverser ces niveaux très vite à l'échelle d'une vie .

## La théorie de la désintégration positive et les personnes surdouées ou à haut potentiel intellectuel
La théorie de la désintégration positive semble très utilisée par les individus à haut potentiel intellectuel (surdoué) pour comprendre leur développement intellectuel.

Dąbrowski a mis en garde contre le risque d'un développement uniquement intellectuel qui serait unilatéral :
Il existe des exemples d’un haut niveau de développement unilatéral dans le domaine de la technologie ou des sciences exactes, sans psychonévrose et sans développement de « l’homme global », c’est-à-dire sans le développement d'émotions et de motivations supérieures.